# Pitalito
Pitalito ist eine Gemeinde (municipio) im Departamento Huila in Kolumbien. Pitalito ist nach Neiva die Gemeinde mit der zweithöchsten Bevölkerung in Huila.

## Geographie
Pitalito liegt auf einer Höhe zwischen 1000 und 1800 Metern. Pitalito liegt 188 km südlich von Neiva. Die Gemeinde grenzt im Norden an Timaná, Elías und Saladoblanco, im Westen an Isnos und San Agustín, im Süden an Palestina sowie an Santa Rosa im Departamento del Cauca und im Osten an Acevedo.

## Bevölkerung
Die Gemeinde Pitalito hat 130.742 Einwohner, von denen 76.203 im städtischen Teil (cabecera municipal) der Gemeinde leben (Stand: 2022).

## Geschichte
Die erste Gründung eines Ortes an der Stelle des heutigen Pitalito fand 1553, auf Anweisung des Konquistadoren Sebastián de Belalcázar, durch Pedro de Añasco statt. Sie hieß Guacacallo. Nach der Zerstörung durch Alvaro de Oyón wurde die Stadt leicht versetzt wieder aufgebaut. An jener Stelle findet sich heute San Calixto de Timaná. Die Stadtgründung des modernen Pitalito erfolgte am 13. Juni 1818 durch José Hilario Sierra. Jedoch gründete er die Stadt nicht neu, sondern ersetzte sie als Nachfolger des Dorfes Laboyo, das wiederum aus einer gleichnamigen Hacienda entstanden war. Als erster Bürgermeister der neuen Stadt wurde am 6. Januar 1821 in Garzón Ignacio Cabrera y Rojas durch den Stadtrat von Timaná ernannt.

## Klima
Das Klima ist tropisch. Der Niederschlag in Pitalito ist hoch, auch während des trockensten Monats. Die Temperatur liegt in Pitalito im Jahresdurchschnitt bei 20,7 °C. 1516 mm Niederschlag fallen im Durchschnitt innerhalb eines Jahres. Zwischen dem trockensten Monat Januar und dem niederschlagsreichsten Monat Juni liegt eine Differenz von 110 mm. Mit 21,0 °C ist der Februar der wärmste Monat des Jahres. Im Juni ist die durchschnittliche Temperatur mit 20,3 °C die niedrigste des ganzen Jahres.

## Wirtschaft
Die Kaffeeproduktion ist im Gebiet Pitalitos mit 11.700 Hektar Anbaufläche einer der wichtigsten Wirtschaftszweige. Daneben werden einige weitere Früchte und Gemüsesorten angebaut.

## Etymologie
Der Name Pitalito ist vermutlich ein Diminutiv des spanischen Wortes pital, was Plantage der Aechmeapflanze bedeutet und geht auf die durch die Kolonisatoren angelegten Plantagen zurück.

## Persönlichkeiten
- Margarita Muñoz (* 1987), Schauspielerin
- Manuel Esteban Soto (* 1994), Geher
- Harold Tejada (* 1997), Radrennfahrer